# Simeon Poloțki
Simeon din Poloțk sau Simeon Poloțki (născut ca Samuel Piotrowski-Sitnianowicz, în rusă: Симеон Полоцкий; Самуил Петровский-Ситнянович, n. 12 decembrie 1629, Polack, Marele Ducat al Lituaniei, Belarus – d. 25 august 1680, Moscova, Țaratul Rusiei) a fost un poet rus, născut bielorus, dramaturg, teolog,  traducător și pedagog care a pus bazele dezvoltării literaturii ruse moderne. Simeon a participat la Marele Sinod al Moscovei (din aprilie 1666). A fost un mentor al copiilor țarului Alexei I al Rusiei (Petru I, Ivan al V-lea, Sofia Alexeevna), profesor al scriitorului rus Silvester Medvedev. Este considerat a fi primul poet și dramaturg în limba rusă.

## Biografie
Născut în Poloțk, Simeon a studiat la Academia Ecleziastică din Kiev și a continuat probabil la colegiul iezuit din Wilno: influența teologiei iezuite și a dramelor școlare a fost foarte accentuată în activitatea sa. A devenit călugăr greco-catolic (el s-a descris ca fiind „Simeonis Piotrowskj Sitnianowicz hieromonachi Polocens.[is] Ord.[inis] S.[ancti] Bas.[ilii] M.[agni]”) în 1656.
Numele său a devenit cunoscut mai târziu în acel an, când l-a prezentat țarului Alexei, vizitându-și apoi Poloțk-ul natal în timpul războiului ruso-polon (din 1654-1667). Monarhul a fost încântat să descopere ceea ce părea a fi o propagandă a doctrinei celei de-a treia Romă în stilul occidental modern, care ar atrage atât intelectualii ruteni, cât și pe cei polonezi. Simeon a fost recunoscut ca un atu de neprețuit pentru campania Moscovei de a-l prezenta pe țar ca un campion al ortodoxiei în regiune.
Țarul l-a invitat pe Simeon să se mute la Moscova, unde, la cererea țarului Alexei, a deschis prima școală care avea ca scop educarea grefierilor ruși în latină, limba diplomației în 1664. Până în 1668, școala nu mai era în funcțiune. În afară de latină, Simeon a fost primul care a predat rușilor gramatica, arta poetică și retorica. El a reînviat arta de mult timp uitată a predicării, iar predicile sale s-au dovedit destul de populare în rândul curtenilor moscoviți, precum Fiodor Rtihcev și Bogdan Hitrovo. Erudiția sa l-a făcut celebru în alte țări ortodoxe. La cererea patriarhilor orientali, el a cerut promovarea învățării limbii grecești în țară.
O statuie a lui Simeon a fost creată în 2003 de Alexandr Finski și se află în orașul Poloțk din Belarus.

## Rolul său în Sinodul din 1666
Nu este surprinzător, având în vedere trecutul său, că Simeon din Poloțk a luat o poziție profundă împotriva conservatorilor clerici și literari sau a celor vechi credincioși. Pe măsură ce Marea Schismă a Bisericii Ortodoxe Ruse se întrevedea la orizont, el a fost chemat să elaboreze falsitatea principiilor lor. El a fost cel care a schițat decizii ale consiliului bisericii prin care a fost îndepărtat Patriarhul Nikon și i-a anatemizat pe adversarii săi. Acesta a fost cunoscut sub numele de Marele Sinod al Moscovei (aprilie 1666). 
În recunoașterea înțelepciunii și erudiției sale, Simeon a fost însărcinat cu educarea copiilor țarului: moștenitorul Alexei Alexeievici până la moartea sa, apoi viitorul Feodor al III-lea, regenta Sofia și Petru I. În 1679 a pregătit decretul de  înființare a Academiei de Greacă Latină Slavă, dar înainte de a se deschide, a murit la vârsta de 50 de ani. El a fost înmormântat la Mănăstirea Zaikonospassky, unde Academia avea să fie deschisă doi ani mai târziu. 

## Lucrări

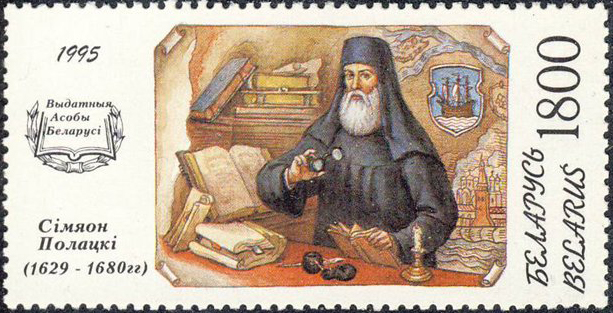
Simeon Poloțki pe o marcă poștală din Belarus, din 1955

Din punctul de vedere al istoriei literare, Simeon marchează un moment de cotitură în literatura rusă. El este frecvent citat ca primul poet în limba rusă, deși cea mai mare parte a operei sale este fie în slavona bisericească fie în poloneză. Ca poet, s-a agățat de principiile versificării poloneze pe care le-a învățat din tinerețe. Adoptând versetul silabic, se spune că a minimalizat versetul rusesc timp de peste un secol.
Colecția sa extinsă de poezie, Grădina multor flori, nu a fost tipărită în viața sa, dar i-a fost publicată o traducere în versete a Psaltirii, care a fost pusă pe muzică la câțiva ani de la moartea sa, care a avut loc la Moscova. 
Ca teolog, Simeon a citat frecvent din Biblia vulgata, Sfântul Ieronim, Sfântul Augustin și alte autorități latine, ceea ce a fost perceput de către ponegritorii săi ca o încercare deliberată de occidentalizare a gândirii religioase ortodoxe. Mai mult, discipolul său credincios Silvester Medvedev a fost ulterior condamnat pentru că a s-a convertit la catolicism. Simeon a fost și dramaturg; comedia Acțiunea fiului risipitor și tragedia Despre Nebucadnețar regele sunt  printre primele opere dramatice în limba rusă.